# Estação Usera

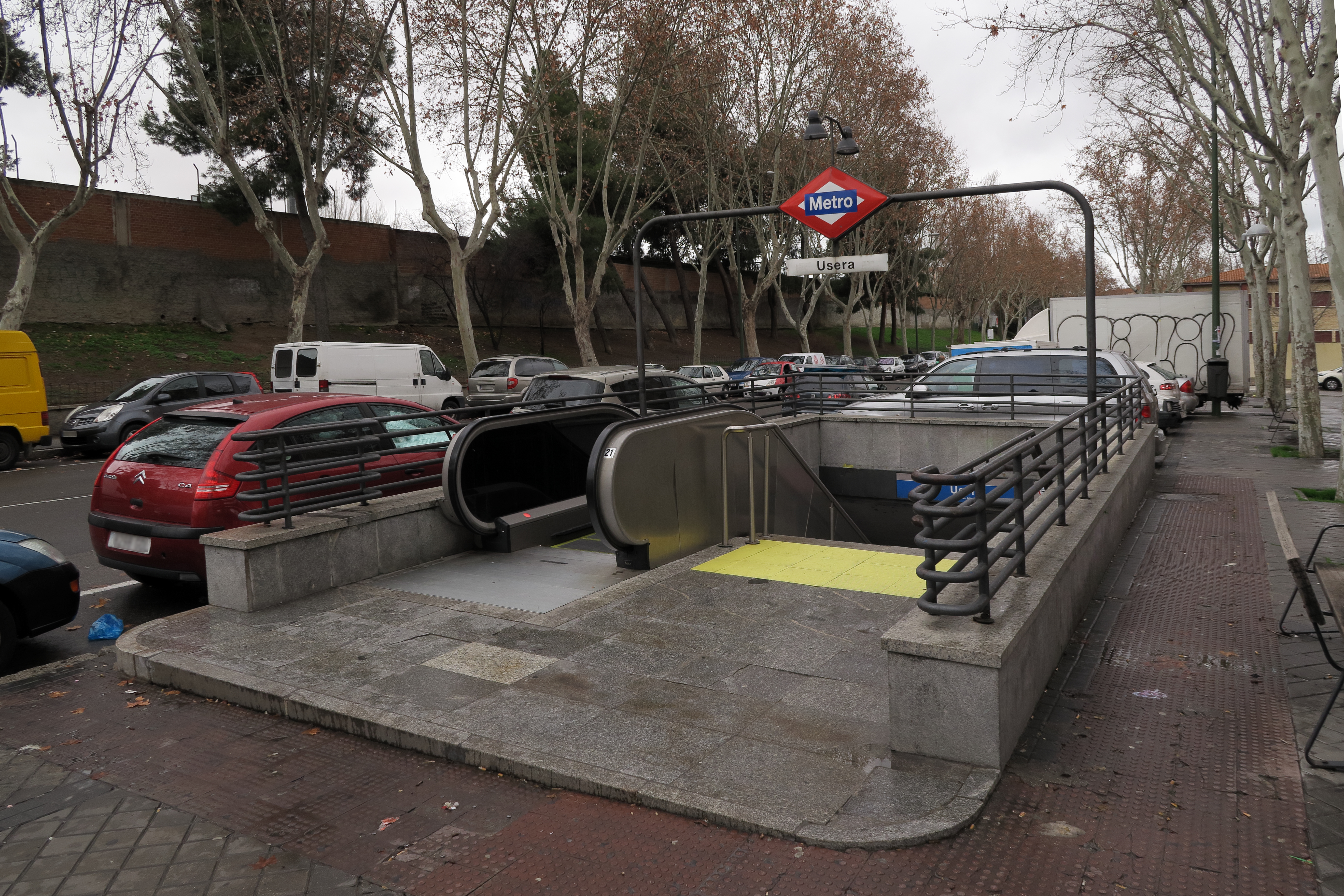
Escadaria de acesso.

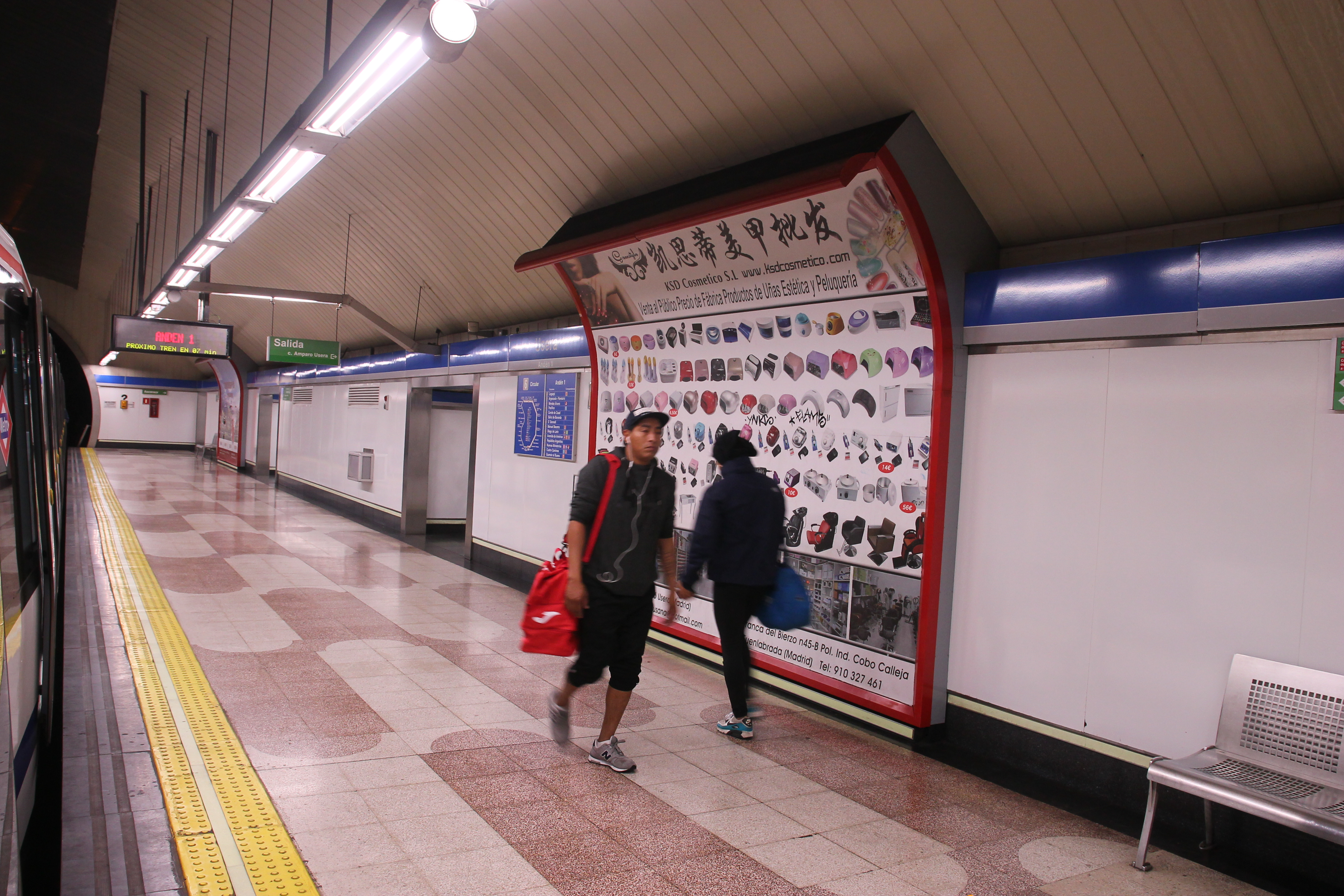
Plataforma de embarque.

Usera é uma estação da Linha 6 do Metro de Madrid.

## História
A estação foi inaugurada em 7 de maio de 1981, com o trecho entre as estações Pacífico e oPorto. Foi remodelada eme 2007 para torná-la acessível a pessoas com mobilidade reduzida.